# Oasis (Nevada)
Oasis ist ein gemeindefreies Gebiet und ein Census-designated place (CDP), ein zu Statistikzwecken definiertes Siedlungsgebiet im Elko County, Nevada, USA. Das U.S. Census Bureau hat bei der Volkszählung 2020 eine Einwohnerzahl von 4 ermittelt.

## Geografie
Oasis liegt im Goshute Valley zwischen den Pequop Mountains und der Toano Range auf einer Höhe von 1790 m. Das Stadtgebiet erstreckt sich über eine Fläche von 2,31 km².
Die Hauptstadt von Nevada, Carson City, liegt etwa 650 Kilometer südwestlich. Die Stadt Elko liegt 124 km östlich und 50 km im Westen liegt die Grenze zu Utah.

## Bevölkerung
Im Jahr 2010 wurde eine Einwohnerzahl von 29 Personen ermittelt. Im Gebiet gibt es 20 Wohneinheiten. Der Altersdurchschnitt beträgt 38 Jahre und ist somit nieriger als der Durchschnitt ins Nevada, welcher bei 41 Jahren liegt.

## Verkehr
Oasis liegt an der Kreuzung von der Nevada State Route 233 und Interstate 80.